# Olle Raap
Olof (Olle) Alfred Raap, född 15 november 1919 i Stockholm, död 1 januari 2012 i Ljusterö, var en svensk målare.
Han var son till litografen Alfred Paul Raap och Hilda Justina Pettersson och från 1955 gift med Gunilla Raap. Han studerade vid Otte Skölds målarskola 1940–1941 och vid Signe Barths målarskola 1943–1947 samt under studieresor till Norge och Frankrike. Separat ställde han bland annat ut på utställningslokalen Tre kvart i Stockholm, Galerie Æsthetica i Stockholm, Nutida konst i Uppsala och i Norrköping. Han medverkade i samlingsutställningar arrangerade av Roslagens konstnärsgille, Uplands konstförening och i Stockholms läns bildningsförbunds vandringsutställningar. Hans konst består av stilleben, figurstudier, interiörer och landskap utförda i olja, pastell, akvarell eller gouache. 